# Portret Erazma Barącza
Portret Erazma Barącza – portret olejny Leona Wyczółkowskiego namalowany w 1909, przedstawiający Erazma Barącza.
Obraz obecnie znajduje się w zbiorach Muzeum Narodowego w Krakowie (nr inw.: MNK II-b-71), gdzie trafił w 1921 jako dar. Wymiary dzieła wynoszą – wysokość: 76 cm, szerokość: 80 cm (z ramą – wysokość: 96 cm, szerokość: 100 cm). Na obrazie znajduje się sygnatura L Wyczół / 908.
Erazm Barącz był jednym z ważniejszych darczyńców Muzeum Narodowego w Krakowie. W 1921 przekazał do muzeum swoją kolekcję ponad 100 obrazów współczesnych sobie artystów polskich, jak Teodor Axentowicz, Stanisław Dębicki, Alfons Karpiński, Jacek Malczewski, Leon Wyczółkowski, a także zbiór sztuki orientalnej.

## Udział w wydarzeniach
Obraz był lub jest prezentowany m.in. na poniższych wystawach:
- #dziedzictwo; Muzeum Narodowe w Krakowie
- Od pomysłu do dzieła. Leon Wyczółkowski, 2016-01-21 – 2016-04-03; Muzeum Okręgowe im. Leona Wyczółkowskiego w Bydgoszczy
- Wypożyczenie na Galerię Sztuki polskiej do Muzeum Pomorza Zachodniego w Szczecinie, 1953-01-28 – 1964-07-25; Muzeum Pomorza Zachodniego w Szczecinie